# 52422 LPL
أل بي أل (ويعرف أيضًا باسم 52422 أل بي أل وفق تسمية الكوكب الصغير) (بالإنجليزية: LPL)‏ هو كويكب ضمن حزام الكويكبات؛ وترتيبه 52422 من حيث الاكتشاف.
اكتُشف هذا الجُرم الفلكي بواسطة سبيس واتش في 7 يونيو 1994.

## وصلات خارجية
- 52422 LPL في قاعدة بيانات مختبر الدفع النفاث لأجرام النظام الشمسي الصغيرة

- الاكتشاف · مخطط المدار ·  العناصر المدارية · المعلمات المادية

- 52422 LPL على موقع ويكي سكاي: DSS2, SDSS, GALEX, IRAS, Hydrogen α, X-Ray, Astrophoto, Sky Map, Articles and images